# Drenovac (gmina Knjaževac)
Drenovac (cyr. Дреновац) – wieś w Serbii, w okręgu zajeczarskim, w gminie Knjaževac. W 2011 roku liczyła 98 mieszkańców.